# غليندا غرين
غليندا غرين (بالإنجليزية: Glenda Green)‏ هي رسامة أمريكية، ولدت في 1945.

## وصلات خارجية
- الموقع الرسمي